# Mario Tchou
Mario Tchou est un ingénieur et informaticien d'origine italo-chinoise, expert en électronique, chef de projet et l'un des développeurs des calculateurs électroniques, précurseurs des fameux micro-ordinateurs Olivetti. Il est reconnu pour son rôle principal dans le développement du projet high-tech de la gamme Olivetti Elea. Il a dirigé le « Laboratoire de Recherches Électroniques Olivetti » de Pise.

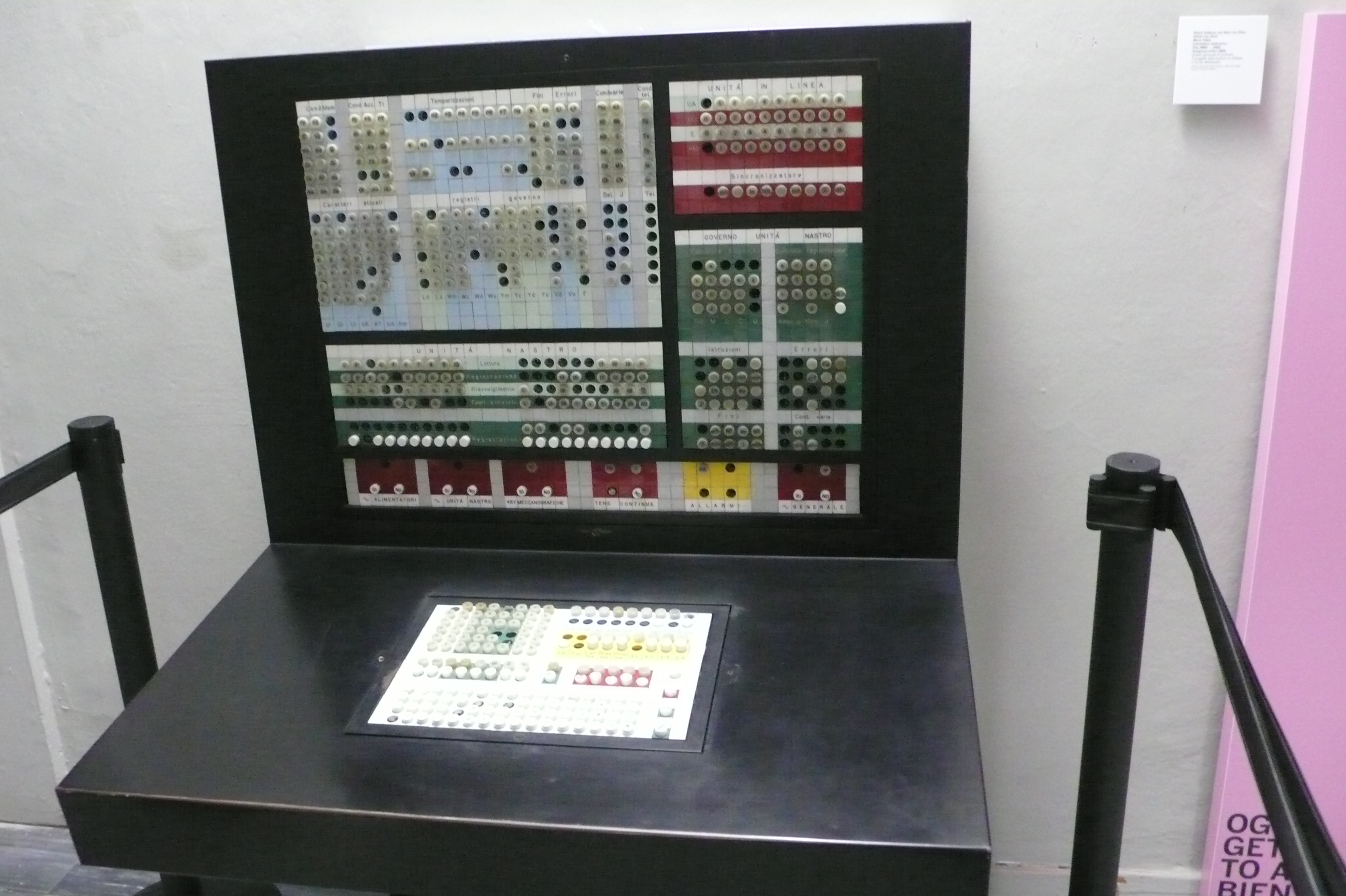
Console du terminal Olivetti Elea 9003.

Son nom Mario Tchou est la version latinisée de Mario Zhū, en chinois traditionnel: 馬里奧·朱, en chinois simplifié: 马里奥·朱.

## Biographie
Mario Tchou est né à Rome le 26 juin 1924. Il est le fils d'Evelyn Wang et de Yin Tchou, diplomate taiwanais auprès du Saint-Siège (Vatican). Après avoir obtenu son diplôme d'études secondaires (Liceo classico) au fameux Liceo Ginnasio Torquato Tasso de Rome, il poursuit des études d'électrotechnique à l'Université de Rome « La Sapienza ». Il poursuit ses études supérieures aux États-Unis où, en 1947, il obtient le Bachelor de génie électrique à l'Université catholique d'Amérique à Washington. Il déménage à New York pour enseigner au Manhattan College tandis que, parallèlement, il se spécialise au Tandon School of Engineering de l'Université de New York à Brooklyn où, en 1949, il obtient le Master of Science avec une thèse intitulée Ultrasonic Diffraction. Cette même année, il épouse l'Italienne Mariangela Siracusa. En 1952, à l'âge de 28 ans, il enseigne à l'Université Columbia de New York, dans le département dirigé par John R. Ragazzini.

## Le projet Olivetti Elea
Compte tenu de ses connaissances en électronique, le patron de la firme italienne Olivetti SpA, Adriano Olivetti l'engage en 1955 dans l'entreprise et lui confie la tâche de former un groupe de travail qui, en collaboration avec l'Université de Pise, avait pour objectif de concevoir et de construire un calculateur électronique (ordinateur) entièrement italien, comme suggéré par Enrico Fermi, utilisant les 150 millions de lires (équivalent de 55 millions € 2020), initialement alloués pour la construction d'un synchrotron qui sera construit à Frascati, pour le CEP - Calculateur Electronique de Pise à vannes et transistors. La même année, il se sépare de sa première épouse et se remarie avec la peintre Elisa Montessori (en) avec qui il a eu deux filles. Il travaille ensuite sur le projet du grand ordinateur Olivetti, la gamme Elea, le plus grand supercalculateur à transistors de l'époque, qui sera construit en 40 exemplaires.

## Vision industrielle
L'activité de Mario Tchou a toujours été marquée par une vision axée sur l'innovation. Dans le laboratoire de Barbaricina (quartier de Pise) il a réuni les meilleurs cerveaux, tous jeunes :

« Parce que les nouveautés ne se font qu'avec les jeunes. Seuls les jeunes se lancent avec enthousiasme et collaborent harmonieusement sans personnalisme et sans les obstacles dérivant d'une mentalité coutumière »

— Histoire de Mario Tchou...
Il considérait l'Italie « ... au même niveau que les pays les plus avancés dans le domaine des machines à calculer électroniques d'un point de vue qualitatif. Les autres, en revanche, reçoivent une aide énorme de l'État. Les États-Unis allouent des sommes importantes pour la recherche électronique, notamment à des fins militaires. La Grande-Bretagne dépense également des millions de livres. L'effort d'Olivetti est remarquable, mais nos concurrents ont un avenir plus sûr que le nôtre, étant bien aidés par leurs États. ».

## Les dernières années
Le jeune ingénieur a essayé de se rapprocher de la ville d'Ivrea, siège historique d'Olivetti, pour briser le mur de méfiance que les employés du secteur mécanique avaient envers la division électronique. Ses tentatives ont été vaines : les divisions mécanique et électronique sont restées séparées, comme leurs sièges sociaux respectifs, l'un à Ivrea, l'autre à Borgolombardo, un hameau de San Giuliano Milanese, où le laboratoire de Barbaricina s'est transféré en 1960. Mario Tchou a été nommé directeur du Laboratoire de Recherche Electronique (LRE) nouvellement créé.
Mario Tchou est décédé avec son chauffeur Francesco Frinzi (1933-1961) dans un tragique accident de voiture le matin du 9 novembre 1961, à l'âge de 37 ans, sur le viaduc de l'autoroute A4 Milan-Turin, juste avant la sortie de Santhià, pour se rendre au siège d'Ivrea. Le chauffeur a perdu le contrôle de la voiture après un dépassement et s'est écrasé dans une fourgonnette. Ce matin-là, Mario Tchou était en route pour Ivrea pour discuter de la conception d'une nouvelle architecture de transistor.
La mort subite de Tchou, un an après celle d'Adriano Olivetti, va précipiter la fin du projet Elea et clôt une saison importante pour l'électronique italienne, dont Olivetti détenait le leadership industriel et technologique. La division électronique sera en effet mise hors service et vendue à General Electric en 1964. L'épouse de Tchou a déclaré « Sa mort et celle d'Adriano ont conduit, en peu de temps, à la cession de la division électronique d'Olivetti, le fleuron de notre pays, qui a été trop rapidement vendue à General Electric. Oui, c'était un complot, industriel et financier, visant à affaiblir Olivetti et l'Italie et à rendre service aux Américains ».
En 2013, Carlo De Benedetti, président d'Olivetti de 1978 à 1996, a déclaré, dans une émission de radio : « Chez Olivetti nous étions convaincus qu'il avait été tué par les services secrets américains »,, émettant l'hypothèse que l'accident de Mario Tchou avait en quelque sorte provoqué pour favoriser IBM.